# 大相撲平成27年1月場所
大相撲平成27年1月場所（おおずもうへいせい27ねん1がつばしょ）は、2015年1月11日から1月25日までの15日間、両国国技館で開催された大相撲本場所である。
幕内最高優勝は、横綱・白鵬翔（15戦全勝・5場所連続33回目）。

## 場所前の話題など
前場所で大鵬の最多記録に並ぶ32回目の幕内最高優勝を果たした白鵬は、この場所に大鵬超えの33度目の優勝がかかっていた。
再入幕の土佐豊は、昭和以降最低地位となる西三段目84枚目からの幕内復帰を果たした。

## 番付・星取表
幕内
| 東方         | 東方     | 東方       | 番付   | 西方     | 西方       | 西方   |
| 備考         | 成績     | 力士名     | 番付   | 力士名   | 成績       | 備考   |
| ------------ | -------- | ---------- | ------ | -------- | ---------- | ------ |
| 幕内最高優勝 | 15戦全勝 | 白鵬       | 横綱   | 鶴竜     | 10勝5敗    |        |
|              | 11勝4敗  | 日馬富士   | 横綱   |          |            |        |
|              | 11勝4敗  | 稀勢の里   | 大関   | 琴奨菊   | 9勝6敗     | 角番   |
|              |          |            | 大関   | 豪栄道   | 8勝7敗     | 角番   |
|              | 5勝10敗  | 碧山       | 関脇   | 逸ノ城   | 6勝9敗     |        |
| 再小結       | 6勝9敗   | 髙安       | 小結   | 栃煌山   | 7勝8敗     | 再小結 |
|              | 7勝8敗   | 宝富士     | 前頭1  | 栃ノ心   | 6勝9敗     |        |
| 敢闘賞       | 8勝7敗   | 照ノ富士   | 前頭2  | 勢       | 1勝14敗    |        |
|              | 6勝9敗   | 遠藤       | 前頭3  | 安美錦   | 6勝9敗     |        |
|              | 7勝8敗   | 豊ノ島     | 前頭4  | 常幸龍   | 5勝7敗3休  |        |
|              | 7勝8敗   | 魁聖       | 前頭5  | 千代大龍 | 1勝6敗8休  |        |
|              | 9勝6敗   | 隠岐の海   | 前頭6  | 豊響     | 3勝12敗    |        |
|              | 5勝10敗  | 旭天鵬     | 前頭7  | 千代鳳   | 5勝8敗2休  |        |
|              | 9勝6敗   | 妙義龍     | 前頭8  | 佐田の海 | 9勝6敗     |        |
|              | 10勝5敗  | 玉鷲       | 前頭9  | 豪風     | 9勝6敗     |        |
|              | 6勝9敗   | 蒼国来     | 前頭10 | 誉富士   | 8勝7敗     |        |
|              | 8勝7敗   | 松鳳山     | 前頭11 | 嘉風     | 8勝7敗     |        |
|              | 8勝7敗   | 旭秀鵬     | 前頭12 | 荒鷲     | 7勝8敗     |        |
|              | 8勝7敗   | 大砂嵐     | 前頭13 | 時天空   | 9勝6敗     | 再入幕 |
|              | 8勝7敗   | 琴勇輝     | 前頭14 | 千代丸   | 7勝8敗     |        |
| 再入幕       | 8勝7敗   | 佐田の富士 | 前頭15 | 鏡桜     | 7勝8敗     | 再入幕 |
|              | 11勝4敗  | 德勝龍     | 前頭16 | 土佐豊   | 0勝2敗13休 | 再入幕 |

十両
| 東方   | 東方    | 東方   | 番付   | 西方   | 西方    | 西方   |
| 備考   | 成績    | 力士名 | 番付   | 力士名 | 成績    | 備考   |
| ------ | ------- | ------ | ------ | ------ | ------- | ------ |
|        | 8勝7敗  | 阿夢露 | 十両1  | 若の里 | 5勝10敗 |        |
|        | 5勝10敗 | 朝赤龍 | 十両2  | 臥牙丸 | 11勝4敗 |        |
|        | 13勝2敗 | 北太樹 | 十両3  | 大道   | 6勝9敗  |        |
|        | 9勝6敗  | 旭日松 | 十両4  | 貴ノ岩 | 6勝9敗  |        |
|        | 5勝10敗 | 翔天狼 | 十両5  | 北磻磨 | 6勝9敗  |        |
|        | 8勝7敗  | 玉飛鳥 | 十両6  | 栃乃若 | 0勝0敗  | 引退   |
|        | 7勝8敗  | 天鎧鵬 | 十両7  | 里山   | 5勝10敗 |        |
|        | 9勝6敗  | 富士東 | 十両8  | 輝     | 11勝4敗 |        |
|        | 9勝6敗  | 青狼   | 十両9  | 双大竜 | 6勝9敗  |        |
|        | 8勝7敗  | 千代皇 | 十両10 | 明瀬山 | 6勝9敗  | 再十両 |
| 新十両 | 8勝7敗  | 阿武咲 | 十両11 | 英乃海 | 9勝6敗  |        |
|        | 6勝9敗  | 東龍   | 十両12 | 德真鵬 | 5勝10敗 |        |
|        | 10勝5敗 | 大栄翔 | 十両13 | 栃飛龍 | 4勝11敗 |        |
|        | 5勝10敗 | 魁     | 十両14 | 舛ノ山 | 9勝6敗  | 再十両 |

※ 赤文字は優勝力士の成績。

## 優勝争い
中日終了時点で全勝は白鵬のみ。日馬富士と稀勢の里が1敗で追いかける展開で後半戦に突入したが、稀勢の里は9日目、日馬富士は11日目に土が付き、11日目終了時点で白鵬と後続には2差が付いた。
12日目は全勝の白鵬と2敗の日馬富士、稀勢の里は揃って勝利したものの、白鵬が後続に2差をつけた状況のまま13日目を迎えることになった。
13日目、先に土俵に上がった2敗の日馬富士は鶴竜に敗れて3敗に後退。結びの一番は全勝の白鵬と2敗の稀勢の里の直接対決となり、同体取り直しの末に白鵬が勝利。その瞬間、千秋楽を待たずに白鵬の5場所連続33度目の優勝が決定した。
独走状態を保ったまま13日目に優勝を決めた白鵬は残り2日間も勝利し、優勝回数で大鵬を超えた歴史的な場所を自身11度目の全勝優勝で締め括った。

## トピック
三賞は、宝富士が千秋楽勝てば敢闘賞、照ノ富士と玉鷲は千秋楽の取組で勝った方が敢闘賞と決定した。結果、宝富士は千秋楽の取組に敗れて敢闘賞受賞を逃し、勝った方が敢闘賞の取組に勝利した照ノ富士だけが敢闘賞を受賞した。殊勲賞と技能賞は該当者がいなかった。照ノ富士と玉鷲の取組の勝者に敢闘賞と決まったのは史上初の全賞該当者なしを阻止する目的もあったが、その後2018年9月場所で初めて全賞該当者なしが発生している。
この場所は1997年1月場所以来18年ぶりに、15日間全日程で満員御礼になった。
この場所でかけられた懸賞は全部で1625本となり、史上最多を更新した。千秋楽の白鵬と鶴竜の一番には、上限（50本）を上回る61本がかけられた。
元小結の豊真将は5日目（1月16日）に引退を表明。年寄「立田川」を襲名した。
中日は2011年1月場所以来4年ぶりの天覧相撲となった。同日、白鵬は史上最速で横綱昇進後600勝を達成した。
千秋楽翌日（1月26日）に行われた記者会見で、白鵬はこの場所13日目の稀勢の里戦で同体取り直しと判定した審判を批判する発言をし、物議を醸すことになった。詳細は「白鵬翔#審判批判問題」。